# Eduarda Duarte
Eduarda Duarte, född 28 juli 1993 i Portugal, är en volleybollspelare (center). Hon spelar i Portugals landslag och deltog med dem i  EM 2019.
På klubbnivå har hon spelat för Porto Vólei 2014 (2020-), GC Vilacondense (2019-2020), Leixões SC (2013-2019) och GDC Gueifães (2011-2013).